# Marko Hatlak
Marko Hatlak, slovenski harmonikar, * 20. marec 1980, Ljubljana.

## Življenje in delo
Marko Hatlak se je rodil leta 1980 v Ljubljani. Harmoniko je začel igrati pri sedmih letih v Glasbeni šoli Idrija. Njegova učitelja sta bila Kosmač in Magajne. Kasneje je bil njegov mentor profesor Vili Ošlaj z Vrhnike, ki ga je pripravljal na sprejemni izpit za srednjo glasbeno šolo. Že v obdobju obiskovanja osnovne šole se je udeležil poletne glasbene šole v Velenju. Njegov mentor je bil profesor Franc Žibert; sodeloval je na tekmovanjih v Ajdovščini. Kot solist je dobil dve tretji nagradi ter drugo nagrado s tedanjim kvartetom. Slednjo hrani idrijska glasbena šola.
V Ljubljani se je vpisal na Srednjo glasbeno in baletno šolo. Najprej je študiral pri profesorici Mateji Prem Kolar, od drugega letnika dalje pa pri profesorju z evropsko širino,  Ernöu Sebastianu. Leta 1999 je z odlično oceno opravil zaključni diplomski koncert. V tem obdobju se je aktivno ukvarjal z več glasbenimi skupinami v Dijaškem domu Ivan Cankar v Ljubljani ter leta 1999 prejel dijaško Prešernovo nagrado.
Poleti istega leta je opravil sprejemni izpit na mednarodni Visoki šoli za glasbo “Franz Liszt” v Weimarju, kjer letno za klavirsko harmoniko sprejmejo le po dva študenta iz vse Evrope. Njegov profesor je postal Ivan Koval. Tudi v Nemčiji se je v letu 2002 udeležil dveh seminarjev, in sicer v Weimarju pri profesorju Mattiju Raintanenu, ki poučuje koncertno harmoniko na “Sibelius academy” v Helsinkih na Finskem, ter pri profesorju Stefanu Hussongu iz Nemčije, ki je v svetovnem merilu eden najbolj znanih na tem koncertnem inštrumentu. Pri njem se je naslednje leto drugič udeležil seminarja.
Poleg solističnega igranja igra tudi v komorni zasedbi s študenti akademije. V preteklih letih je koncertiral na Slovenskem in v tujini (Trst, Pariz, Mericourt, Weimar, veleposlaništvo v Münchnu), imel je več kot 40 solističnih koncertov, v skupinah El-Fuego, s katero so se predstavili na 52. dubrovniškem festivalu, v mednarodni skupini Distango – vsi študentje weimarske Visoke šole za glasbo Franz Liszt -  kjer so se prvič predstavili na turneji po Sloveniji, Nemčiji in Franciji.  Nastopa tudi v duetu s čelistko s Poljske.
Ukvarja se tudi s filmom. Leta 2003 je odigral glavno vlogo v kratkem filmu ruskega režiserja Viktorja Hoffmanna z naslovom »Gute Nacht Geschichte«. Istega leta so z Društvom glasbenikov in ljubiteljev glasbe pripravili kar nekaj močnih glasbenih projektov, povezanih s teatrom in plesom in sicer 1. mednarodni tango festival, mednarodni etno festival in 6. alterart festival.
Je ustanovitelj skupine Funtango. Z glasbeniki skupine Distango je posnel različne skladbe Astorja Piazzolle. Od leta 2004 naprej je desetletje redno sodeloval s skupino Terrafolk. Leta 2005 je nastopil v dokumentarnem filmu Harmonikarji, avtorjev Dušana Moravca in Leona Matka, skupaj z Bratkom Bibičem,  Lojzetom Slakom, Dragom Ivanušo, Janezom Škofom in Hazemino Đonlić.
Ko je bila v Sloveniji v Mariboru Evropska prestolnica kulture, je imel več koncertov s poudarkom na tangu z violinistom Stefanom Milenkovićem. Sodelovanje sta nadgradila s koncerti v drugih državah. Glasbenika sta novo predstavitev tanga zaokrožila s koncertom Tango Compas v Ljubljani leta 2014. Hatlak se je s svojim koncertiranjem predstavil tudi v ZDA. V letu 2015 nadaljuje sodelovanje z Milenkovićem na številnih koncertih v sosednjih državah in večkrat v Sloveniji. Redno igra na samostojnih koncertih;  tradicionalen postaja njegov nastop pred novim letom v klubu Cankarjevega doma. Od leta 2016 kot posebni gost na njegovih koncertih nastopa tudi priznani primorski igralec Iztok Mlakar.

## Diskografija
- Distango
- History
- Music for accoridon
- Musichalisches opfer
- Marko Hatlak & Karmen Pečar Koritnik
- Tango compás
- Marko Hatlak BAND - singel
- Marko Hatlak & Kapobanda
- Marko Hatlak&FUNtango: Present
- Marko Hatlak BAND Ko ni noč in ni dan